# Hypechusa pannonica
Hypechusa pannonica là một loài thực vật có hoa trong họ Đậu. Loài này được (Crantz) Alef. mô tả khoa học đầu tiên năm 1860.